# El mite del segle XX
El mite del segle XX segle és el títol d'un llibre antisemita escrit per l'ideòleg del partit NSDAP Alfred Rosenberg i publicat per Hoheneichen-Verlag cap al final de la República de Weimar el 1930. El text, considerat la seva obra principal, està influenciat per les idees de Houston Stewart Chamberlain, consta de diversos centenars de pàgines i porta el subtítol «Una valoració de les lluites mentals i espirituals del nostre temps». Rosenberg treballà amb enfocaments de la teoria racial per tal de combinar la idea d'una "ànima racial" i una "religió de sang" en un concepte de creença política i religiosa.
Els tres capítols principals s'intitulen La lluita dels valors, L'essència de l'art germànic i L'Imperi vinent. El 1944, la “difusió popular” era d'1.075.000 exemplars. A més, durant la Segona Guerra Mundial es van publicar 260.000 llibres de l'"edició en lletra fina". No obstant això, la importància de l'obra durant l'època nazi és difícil d'avaluar. Es considera l'obra més ambiciosa d'un destacat nacionalsocialista i, al costat del Mein Kampf de Hitler, es considera la més influent. Des del final de la guerra, el llibre de Rosenberg ha tingut un interès històric i ideològic com a document sobre la seva persona i el fenomen del nacionalsocialisme.

## Contingut del llibre

### Filosofia de la història
El mite és un intent de declarar la ideologia nacionalsocialista com a objectiu de la humanitat en una presentació històricofilosòfica. Segons Rosenberg, la història mundial es caracteritza per la lluita eternament furiosa entre els pobles nòrdic-atlàntics i els jueus-semites. Només els nòrdics produeixen cultura. Partint d'una breu i vaga especulació sobre el mític regne insular de l'Atlàntida esmentat per Plató, explica que el poble nòrdic va aparèixer per primera vegada a través dels indis i els perses. La Grècia clàssica es va incorporar així a la "Hèl·la nòrdica" i l'antiga Roma al "llatinisme nòrdic-republicà". Segons ell, l'únic descendent legítim d'aquest poble nòrdic és el poble alemany.

### Racisme
Rosenberg va entendre aquest poble nòrdic com una raça, que no era un fenomen biològic sinó espiritual. En aquest rebuig al "materialisme racial" va coincidir amb el seu arxi rival Joseph Goebbels, que, com ell, volia configurar el curs ideològic del NSDAP.
Rosenberg, al seu torn, va estilitzar la raça com un organisme independent atribuint-li una ànima comuna a tots els membres: l'"ànima racial". Aquesta ànima racial és la portadora i l'expressió de la raça respectiva. Així, les accions del membre individual de la raça són només una expressió de la força motriu inherent al col·lectiu. Per assolir l'objectiu real, caldria suprimir qualsevol forma d'individualització perquè això posa en perill la unitat de la raça mateixa. Les manifestacions d'aquesta ànima racial s'expressarien en la cultura, la política, el sistema legal, la tecnologia i l'art. D'aquesta manera, l'afiliació racial dels respectius pobles es podria determinar a partir dels seus èxits culturals al llarg de la història mundial. Aquests èxits no van ser creats per individus, sinó que eren una expressió de l'ànima col·lectiva de la raça respectiva, que volia crear el seu ideal inherent. Els èxits culturals d'Immanuel Kant, Richard Wagner, Meister Eckhart i altres figures creatives van servir a Rosenberg com a prova irrefutable de la superioritat de la raça nòrdica.

### Antisemitisme
Fins i tot quan era adolescent, Rosenberg estava fascinat pel text Els fonaments del segle XIX de Houston Stewart Chamberlain. L'obra li havia ensenyat la importància del "problema jueu⁣". El 1928, un any després de la mort de Chamberlain, Rosenberg va publicar un llibre titulat Houston Stewart Chamberlain als Verkünder und Begründer einer deutschen Zukunft. El desembre de 1938, va escriure que els jueus es preparaven per destruir Europa "en un frenesí de sang".
En el mite, va contrastar el judaisme amb l'"ànima racial nòrdica" i va polaritzar ambdós nivells amb imatges d'enemics infundats. La religió jueva va ser descrita com a diabòlica, mentre que l'ànima racial nòrdica portava dins d'ella un nou tipus de divinitat. Hitler va utilitzar la mateixa tècnica de fer afirmacions; Els aris són "fills de Déu" i un jueu, al seu torn, és la "personificació del diable" o fins i tot "l'adversari de tota la humanitat". Jesucrist, al seu torn, no era un jueu, sinó una encarnació de l'ànima racial nòrdica. Aquest suposat fet va ser tergiversat primer pel mateix judaisme, més tard per Pau de Tars i després també per l'Església Catòlica Romana per danyar l'ànima racial nòrdica (“principi romano-sirià”). Aquest i diversos altres passatges (com l'afirmació que va ser Rothschild, qui suposadament va governar França el 1914, qui va fer inevitable la Primera Guerra Mundial) demostren que la base del pensament de Rosenberg continuava sent la teoria de la conspiració racista, tot i que va intentar dissimular-la amb les seves especulacions intel·lectuals, històriques i filosòfiques.
En El mite del segle XX Rosenberg exigia que les relacions sexuals entre alemanys i jueus, la violació, etc., fossin castigades amb la confiscació de béns, l'expulsió, la presó i la mort, depenent de la gravetat del cas. Aquesta proposta va donar lloc a una proposta legislativa dels nacionalsocialistes al Reichstag ja el març de 1930.
El 1939, Rosenberg va fer que el Ministeri d'Afers Exteriors emetés un memoràndum sobre la "qüestió jueva":
| « | (alemany) Das Judentum erstrebt heute einen Judenstaat in Palästina. Aber nicht etwa, um den Juden in aller Welt eine Heimat zu geben, sondern aus anderen Gründen; das Weltjudentum müsse einen kleinen Miniaturstaat haben, um exterritoriale Gesandte und Vertreter in alle Länder der Welt senden und durch diese seine Herrschaftsgelüste vorwärtstreiben zu können. Vor allem aber will man ein jüdisches Zentrum, einen jüdischen Staat haben, in den man die jüdischen Hochstapler aus aller Welt, die von der Polizei anderer Länder verfolgt werden, unterbringen, mit neuen Pässen ausrüsten und dann in andere Teile der Welt schicken kann. Es ist zu wünschen, daß die Judenfreunde in der Welt, vor allem die westlichen Demokratien, die über soviel Raum in allen Erdteilen verfügen, den Juden ein Gebiet außerhalb Palästinas zuweisen, allerdings nicht, um einen jüdischen Staat, sondern um ein jüdisches Reservat einzurichten. | (català) Avui, el judaisme lluita per un estat jueu a Palestina. Però no per donar una llar als jueus de tot el món, sinó per altres motius; Els jueus mundials han de tenir un petit estat en miniatura per poder enviar enviats i representants extraterritorials a tots els països del món i a través d'aquests avançar en el seu desig de dominació. Sobretot volen tenir un centre jueu, un estat jueu, on els impostors jueus d'arreu del món perseguits per la policia d'altres països puguin ser allotjats, dotats de nous passaports, i després enviats a altres parts del món. És d'esperar que els amics dels jueus del món, especialment les democràcies occidentals, que tenen tant d'espai a totes les parts del món, assignin als jueus un territori fora de Palestina, no, però, per tal d'establir un estat jueu, sinó més aviat una reserva jueva. | » |

### La voluntat formativa
El punt clau de la teoria de Rosenberg era la seva creença en una voluntat inherent a l'"ànima racial". Per a això, defineix la voluntat no derivada com una força formadora:
| « | (alemany) Und auf alle Zweifel und Fragen kennt der neue Mensch des kommenden Ersten Deutschen Reiches nur eine Antwort: ‚Ich will‘. | (català) I per a tots els dubtes i preguntes, el nou home del proper Primer Reich alemany només sap una resposta: "Vull". | » |

Aquesta força formadora imposarà primer una forma desitjada a la natura i més tard també als pobles estrangers. Rosenberg també anomena aquesta característica "dinàmica-voluntària" o "intel·lectual-arquitectònica".
La «forma més noble» de l'ètica nacionalsocialista, al seu torn, s'expressaria precisament en aquesta mera voluntat, que es proposa un objectiu. Rosenberg va construir llavors sobre això una teoria de l'art, el nucli de la qual era que una obra d'art seria tant més eficaç estèticament com més s'hi podia reconèixer una forta voluntat formativa. Això, al seu torn, recorda la declaració de Hitler sobre l'arquitectura de la manifestació del Partit del Reich a Nuremberg, que era una "visió del món de pedra".
Segons Rosenberg, la voluntat mateixa no estava subordinada a cap moral. La metafísica de la voluntat de Rosenberg va legitimar en última instància gairebé tota l'acció, sempre que fos desitjada i ordenada per un líder fort: "Aquesta és la tasca del nostre segle: crear un nou tipus d'ésser humà a partir d'un nou mite vital". Això obriria el camí per a la submissió de pobles estrangers, per a la cria humana en campaments de vida, l'esterilització per la força de persones genèticament malaltes i per a l'"aniquilació de la vida indigna de la vida⁣".

## Història d'impacte

### Dins del NSDAP
El llibre de Rosenberg va vendre milions d'exemplars i va ser considerat el segon treball estàndard de la ideologia nazi després del llibre confessional de Hitler Mein Kampf. En realitat, però, la publicació va arribar en un moment molt inconvenient per a Hitler: ja a finals de la dècada de 1920, totes les agències de propaganda del partit havien rebut instruccions per reduir l'antisemitisme i, en canvi, centrar-se més en la política agrícola i exterior. El llibre radicalment antisemita de Rosenberg, que també va ser interpretat com a "anticristià", oferia ara noves oportunitats d'atac, motiu pel qual Hitler el va descartar com una obra privada completament no oficial. Aleshores va ser declarat oficialment com a tal pel partit. El terme «ideòleg en cap» del NSDAP és, per tant, inexacte en vista del mite. Hitler també va trobar l'obra "massa difícil" de llegir, i Goebbels fins i tot la va descartar com un llibre "rude intel·lectualment", perquè els nacionalsocialistes es definien conscientment com a persones d'acció i violència, a les quals qualsevol mena d'⁣intel·lectualisme era aliè. Per això, l'any 1963, Joachim Fest va concloure que Rosenberg s'havia convertit en el "filòsof" d'un moviment "la filosofia del qual, en última instància, gairebé sempre era el poder. El mateix Rosenberg, però, mai ho va reconèixer i, precisament per això, amb el pas dels anys, a mesura que la idea de poder eclipsava cada cop més la cortina ideològica, es va tornar més seriós i més seriós, i el llibre passà a ser una relíquia dels primers dies amb mentalitat ideològica, en la fase de publicitat del partit".
Si se segueix el relat del mateix Rosenberg de 1945, la relació de Hitler amb Rosenberg i el neopaganisme que representava no va ser una constant en la política de Hitler, però Hitler sempre va tenir en compte les seves relacions de política exterior amb Benito Mussolini, que al seu torn havia de tenir en compte el Vaticà. El mite del segle XX de Rosenberg, així com els seus escrits Dark Men and Protestant Pilgrims to Rome (1937) estaven estretament relacionats amb el gran moviment alemany de sortida de l'església que va començar el 1937. Tots aquests escrits es van vendre en gran nombre en aquell moment i van ser àmpliament discutits en públic.
Rosenberg era molt conscient de l'impacte del seu mite. El 1939 va admetre que la "visió del món nacionalsocialista encara no havia desenvolupat la seva forma definitiva". No obstant això, es mostrà optimista amb la condició que "en aquesta època decisiva es pogués assegurar una posició ideològica unificada per al futur". Tanmateix, la seva incertesa va començar a finals de gener de 1940, perquè Hitler li havia explicat que "la nostra visió del món" no havia de ser dictada per una "investigació exacta, sinó deduir lleis abstractes del seu treball". Rosenberg, per la seva banda, es va calmar relativitzant el positivisme que percebia en Hitler: "El to positivista del Führer era una mica nou per a mi. Però com que creia fermament en la providència, ambdós mons estaven casats amb ell".

### Més reaccions a Alemanya
Pel costat catòlic, el llibre va provocar fortes reaccions entre els autors de l'església que, des d'una perspectiva religiosa, van criticar fonamentalment les tesis "neopaganes" de Rosenberg i van assenyalar la seva incompatibilitat amb una visió del món catòlica. El 7 de febrer de 1934, la Santa Seu (Sant Ofici) va col·locar el mite a l'«Index librorum prohibitorum», la llista de llibres prohibits als membres de l'Església Catòlica. Després de la signatura del Concordat del Reich el juliol de 1933 i la posició inicialment fortament defensiva envers el nacionalsocialisme en bona part de la jerarquia catòlica hauria donat pas a una actitud temporalment més positiva i esperançadora, la crítica ideològica d'aquells autors teològics catòlics que seguien rebutjant qualsevol aproximació ideològica a la ideologia nazi l'any 1934 continuà centrant-se en el llibre Mythus.
Com a resposta al text, es va publicar una sèrie d'assajos titulats Estudis sobre el mite del segle XX a l'⁣arxidiòcesi de Colònia sota la direcció del vicari de la catedral Joseph Teusch, cap de l'"Oficina de defensa contra la propaganda anticristiana" de l'arxidiòcesi. Teusch va desenvolupar la idea juntament amb l'historiador de l'església de Bonn Wilhelm Neuß. La col·lecció no va ser una polèmica, sinó una discussió científica de les tesis de Rosenberg des de perspectives bíbliques, místiques, històriques de l'església i moral-teològiques. Les contribucions van ser escrites principalment per professors de la Universitat de Bonn, a més de Neuß, especialment Josef Steinberg, Karl Theodor Schäfer i Werner Schöllgen . Atès que l'arquebisbe de Colònia, el cardenal Joseph Schulte, es va mostrar reticent a publicar-lo, el bisbe Clemens August Graf von Galen es va fer càrrec del treball a la diòcesi de Münster. Després que el document va escapar de la confiscació, finalment es va publicar a Colònia i a totes les altres diòcesis d'Alemanya com a suplement del Kirchlicher Anzeiger. Rosenberg no va poder desemmascarar els autors.
Fins a la tardor de 1934, teòlegs catòlics crítics amb els nazis, com Konrad Algermissen i Paul Simon, van reaccionar davant l'obra de Rosenberg amb els seus escrits, de vegades molt combatius. Al seu llibre, Algermissen va refutar les interpretacions historicofilosòfiques de Rosenberg i va demostrar nombrosos exemples històrics falsos. Simon es va pronunciar eloqüentment en contra de la teoria racial nacionalsocialista i va ser recordat pels lectors pel seu suggeriment irònic que l'heroi fictici nadiu americà Winnetou per exemple, també hauria de ser vist com el prototip de l'"home nòrdic". Les autoritats nazis van imposar sancions tant als autors com als seus llibres.
El 1935, l'aleshores redactor en cap del Berliner Tageblatt, el periodista protestant burgès Paul Scheffer, va rebre l'escrit de Rosenberg en un to dur com a directriu editorial en una conferència de premsa del Ministeri de Propaganda. Això va ser precedit per un editorial en què Scheffer va escriure que "les persones amb comunitats religioses intactes, com les d'Itàlia i Anglaterra, són superiors a altres nacions en resistència espiritual. Alemanya, en canvi, no té un compromís regular". Per a sorpresa dels participants en la conferència, Scheffer no només va rebutjar el to presumptuós, sinó que també va contrarestar amb un comentari irònic: "Per cert, noto que ara Alemanya té una religió, el primer volum de la qual ja s'ha publicat".
En el protestantisme, el llibre va ser rebutjat generalment amb menys força que en el catolicisme perquè Rosenberg representava una visió positiva del "Luter alemany". No obstant això, els teòlegs professos es van adonar que el llibre soscava el cristianisme en el seu conjunt. Això també va provocar nombroses reaccions, sobretot crítiques, al llibre. Walter Künneth va escriure una completa refutació en nom de l'església. El 1935, el pastor Rudolf Homann va publicar el contra text El mite i l'Evangeli (en alemany Der Mythos und das Evangelium). Albrecht Oepke es va oposar obertament a les representacions de Rosenberg, que va caracteritzar com a pseudocientífiques. El professor de teologia de Jena Walter Grundmann, d'altra banda, va seguir la crida de Rosenberg per a una "germanització del cristianisme" i va fundar l'⁣Institut per a l'estudi i l'eliminació de la influència jueva en la vida de l'església alemanya (en alemany Institut zur Erforschung und Beseitigung des jüdischen Einflusses auf das deutsche kirchliche Leben).
El filòsof de la història, Oswald Spengler, autor de Der Untergang des Abendlandes, va fer un comentari sobre el Mite del segle XX amb un veredicte devastador: "Un llibre en què res és correcte excepte els números de pàgina". La idea de "puresa racial" especialment li semblà fins i tot grotesca.

### Judicis de Nuremberg
Durant els judicis de Nuremberg, l'advocat defensor del cos de lideratge nazi, Robert Servatius, va parlar sobre el El mite del segle XX. Va basar la seva avaluació global de la "influència" directa d'aquest text sobre la política general de l'església nazi en només unes poques pistes, citant el document PL-62e i declarant: "Fins i tot el 'mite' no els podia proporcionar cap visió de la qüestió de l'església. Aquest llibre era difícil d'entendre i mai va rebre l'aprovació oficial del partit". En la seva defensa, Servatius no va esmentar que Rosenberg ja havia estat designat personalment per Adolf Hitler el 1933 com a representant del Führer per a la supervisió de tota la formació i l'educació intel·lectual i ideològica del NSDAP (BDFÜ), que aquesta oficina mai va ser qüestionada fins al 1945 i que, per tant, Rosenberg no necessitava aquest certificat d'autorització. La implicació emocional en el tractament dels crims de guerra i el genocidi també es reflectia de vegades en el llenguatge, fent referència a l'escrit o a la persona mateixa. El tinent general i fiscal en cap soviètic Roman Rudenko va dir: "Sigui com sigui, Fritzsche, Schirach, Streicher, Rosenberg: tots van treballar en el camp de cegar el poble alemany. Eren propagandistes de Satanàs, van preparar el camp per als plans criminals del nacionalsocialisme. La seva visió del món va tenir l'efecte més devastador de la persecució dels jueus".
No obstant això, no només les persones que ajudaren a redactar el llibre varen estar associades amb el mal, sinó també les obres literàries individuals del nacionalsocialisme. És el cas dels autors que, pocs mesos després dels judicis de Nuremberg, van publicar el llibre Portrait eines Menschheitsverbrechers nach den hinterlassenen Memoiren des ehemaligen Reichsministers Alfred Rosenberg. Sota una foto en què es representaren vuit llibres de nacionalsocialistes, van afegir el títol: "El programa de Satanàs: Publicacions de propaganda nazi del Reich". L'advocat Robert Kempner, que va participar com a advocat als judicis de Nuremberg, i es preguntà molts anys més tard per què el llibre es podia prendre seriosament d'alguna manera en la seva època. Primer va citar la següent frase del llibre: "Avui està sorgint una nova creença: el mite de la sang, la creença que amb sang podem defensar la naturalesa divina de l'home". I Kempner conclogué: "Ningú ha estat capaç de desxifrar aquesta incoherència desarticulada, però com que el mateix Rosenberg va afirmar haver proporcionat una prova concloent de la raça mestra, altres estaven disposats a atribuir a aquest torrent torturat i confós de frases l'autoritat d'un text revelador. […] Tot i res es podia demostrar amb ell".

### Investigació històrica
Independentment de l'impacte que va tenir l'obra política, Rosenberg va considerar que es donaven les condicions per difondre-la i les idees que contenia. Reinhard Bollmus va escriure el 1970:
| «                  | (alemany) Rosenberg setzte vielmehr alle seine Befugnisse, so wie sie sich nach seiner Ansicht aus dem Führer-Auftrag ergaben, selbst fest und bestimmte auch seine Tätigkeitsgebiete ohne Anweisung von höherer Stelle. Hitler und Heß sprachen keine Billigung aus, bestritten aber auch nicht die Richtigkeit des Vorgehens. Sie erteilten keine Ratschläge, stellten keine bestimmten Aufgaben, verhängten keine Verbote und äußerten sich nicht zu der Frage, ob Rosenbergs Interpretation der Weltanschauung allein, zum Teil oder auch nur überhaupt maßgeblich sei. | (català) Més aviat, el mateix Rosenberg va determinar tots els seus poders, ja que els considerava derivats del mandat del Führer, i també va determinar les seves àrees d'activitat sense instruccions de les autoritats superiors. Hitler i Hess no van expressar la seva aprovació, però tampoc van negar la correcció de l'acció. No van donar consells, no van establir tasques específiques, no van imposar prohibicions i no van comentar la qüestió de si la interpretació de Rosenberg de la visió del món era única, parcialment o fins i tot autoritzada. | » |
| — Reinhard Bollmus | | |   |

Tal com escriu Bollmus, Rosenberg no tenia motius per témer les sancions de Hitler, ni pel llibre ni pel conjunt de la seva ideologia racial, que va difondre en nombrosos altres escrits. Bollmus va veure el llibre com una expressió de la indeterminació de la ideologia nacionalsocialista, ja que el contingut “d'aquesta cosmovisió no es pot determinar sistemàticament”. El llibre amb prou feines contenia una tesi “que hagués resistit a l'escrutini racional”; "exigia les condicions d'una dictadura totalitària per poder intentar realitzar aquestes ficcions ideològiques".
Bollmus ja va insinuar un dèficit epistemològic general en el concepte de l'obra de Rosenberg escrivint que "ni les afirmacions antisemites de Rosenberg ni les seves afirmacions anticomunistes i nacionalistes tenien la seva base en l'experiència personal ni van obtenir una visió crítica⁣", cosa que Rosenberg "es va confirmar sense voler". Com també es pot veure en "molts escrits del teòric del partit posterior", les seves suposades "coneixements" només es van obtenir "intuïtivament⁣". Rosenberg s'havia abstingut "des del principi de provar hipòtesis empíricament o analíticament". Reinhard Bollmus va ser un dels primers autors de la postguerra que va intentar examinar el llibre des d'una perspectiva epistemològica, tot i que només va esmentar aquest enfocament de passada i no el va continuar. La seva idea d'aquest enfocament, però, tenia arrels sòlides: Bollmus va assenyalar que poc després de la publicació del llibre, els cristians no havien criticat directament la "visió del món" de Rosenberg, "com Rosenberg volia que ens creguéssim", sinó "la seva metodologia científica".
El 1998, Juliane Wetzel va caracteritzar el mite del segle XX a l'Enciclopèdia del nacionalsocialisme i una obra pseudocientífica. Va escriure que Rosenberg havia desenvolupat "les seves idees pseudocientífiques del neopaganisme, la superioritat de la sang nòrdica i el misticisme de la 'puresa', que va prevaler amb èxit contra jueus i maçons". També va utilitzar l'expressió "estil complicat" i va citar l'estil d'escriptura de Rosenberg com a motiu pel qual la seva obra "gairebé no havia trobat cap lector", ni tan sols "entre els funcionaris del partit".

### Estudis Culturals
Segons Reinhard Bollmus, Rosenberg va jutjar malament "tot l'art modern"; havia perseguit "la seva inclinació anterior cap a l'especulació científica popular sobre connexions construïdes imaginativament entre cultures, races i moviments de població antigues".
El 1997, l'historiador Thomas Mathieu va escriure:
| «                | (alemany) Von seinem ›Überwachungs‹-Trauma besessen dachte Rosenberg kaum daran, eine neue Kunst nach seinen Vorstellungen zu inspirieren und zu fördern: Seinen Mythus des 20. Jahrhunderts mit dem Schönheitsideal des ›Frontkämpfers‹, seine Ästhetik des ›germanischen Sachlichkeitsstils‹ kannte kaum jemand. Ein Genie, das aus seiner Sicht sein Modell des ›ästhetischen Willens‹ angemessen verkörpern konnte, fand sich nicht. Der alten, völkischen Kunst fehlte sogar in den Augen ihres Mentors Rosenberg das ›elementare Vorwärtsdrängen‹ […]. Sie blieb auf ihren Gleisen in der Vergangenheit und erreichte weder national noch international vorzeigbare Qualität. | (català) Obsessionat pel seu trauma de "vigilància", Rosenberg gairebé no va pensar a inspirar i promoure un nou art segons les seves idees: el seu mite del segle XX amb l'ideal de bellesa del "soldat de primera línia", la seva estètica de l'"estil d'objectivitat germànica", gairebé no era conegut per ningú. No es va trobar un geni que, segons el seu punt de vista, pogués encarnar adequadament el seu model de "voluntat estètica". Fins i tot als ulls del seu mentor Rosenberg, l'art nacionalista vell no tenia l'”impuls elemental cap endavant‹[…]. Va romandre enganxat en el passat i no va aconseguir cap qualitat presentable, ni a nivell nacional ni internacional. | » |
| — Thomas Mathieu | | |   |

### Ciència Política
En el seu llibre de 1998 The Political Religion of National Socialism, el politòleg Claus-Ekkehard Bärsch va veure l'intent basat epistemològicament de criticar El mite del segle XX amb escepticisme. Per a ell, la ideologia racial de Rosenberg no es podia contrarestar amb els arguments de la llibertat de valors i l'objectivitat de la ciència. Va escriure: "Certament, és temptador afirmar que Rosenberg no entenia ni Kant ni el principi de la ciència. Però només fonamentant aquesta objecció es compleixen les regles del pensament científic, i només així es podria fer una contribució a explicar el racisme⁣".

## Literatura
Obra original
- Alfred Rosenberg: Der Mythus des 20. Jahrhunderts. Eine Wertung der seelisch-geistigen Gestaltenkämpfe unserer Zeit. Hoheneichen, München 1930, DNB 577383566.

Antecedents històrics
- 1977: Raimund Baumgärtner: Weltanschauungskampf im Dritten Reich. Die Auseinandersetzung der Kirchen mit Alfred Rosenberg. Mainz 1977, ISBN 3-7867-0654-9.
- 1987: Harald Iber: Christlicher Glaube oder rassischer Mythus. Die Auseinandersetzung der Bekennenden Kirche mit Alfred Rosenbergs „Der Mythus des 20. Jahrhunderts“ (= Europäische Hochschulschriften 23, 286). Lang, Frankfurt am Main u. a. 1987, ISBN 3-8204-8622-4.
- 1988: Klaus Vondung: Die Apokalypse in Deutschland. dtv, München 1988, ISBN 3-423-04488-8.
- 1988: Thomas Nipperdey: Religion im Umbruch. Deutschland 1870–1918 (= Beck’sche Reihe 363). Beck, München 1988, ISBN 3-406-33119-X.
- 2001: Reinhard W. Sonnenschmidt: Politische Gnosis. Entfremdungsglaube und Unsterblichkeitsillusion in spätantiker Religion und politischer Philosophie. Fink, München 2001, ISBN 3-7705-3626-6 (Ideengeschichtliche Hintergründe).
- 2005: Dominik Burkard: Häresie und Mythus des 20. Jahrhunderts. Rosenbergs nationalsozialistische Weltanschauung vor dem Tribunal der Römischen Inquisition (= Römische Inquisition und Indexkongregation, Band 5). Schöningh, Paderborn 2005, ISBN 3-506-77673-8.
- 2012: Uwe Puschner, Clemens Vollnhals (Hrsg.): Die völkisch-religiöse Bewegung im Nationalsozialismus. Eine Beziehungs- und Konfliktgeschichte (= Schriften des Hannah-Arendt-Instituts für Totalitarismusforschung, Band 47), Vandenhoeck & Ruprecht, Göttingen 2012, ISBN 978-3-525-36996-8.[35]

Llibres sobre El mite del segle XX
- 1934: Clemens August Graf von Galen: Studien zum Mythus des XX. Jahrhunderts . Auch Beilage zu anderen kirchlichen Amtsblättern. Münster 1934 und 1938, DNB 56095526X.
- 1934: Erzbischöfliches Generalvicariat Köln (Hrsg.): Studien zum Mythus des XX. Jahrhunderts . Amtliche Beilage des Amtsblattes des Bischöflichen Ordinariats Berlin. Verbesserte Auflage, 1934, DNB 560955243; Neudruck, Köln 1935, DNB 560955251 (Wohl die früheste kritisch-analytische Studie).
- 1935: Hans-Albert Adolphsen: Ein christliches Wort zum Mythus des Blutes, Breklum 1935; wieder abgedruckt in: Karl Ludwig Kohlwage, Manfred Kamper, Jens-Hinrich Pörksen (Hrsg.): „Ihr werdet meine Zeugen sein!“ Stimmen zur Bewahrung einer bekenntnisgebundenen Kirche in bedrängender Zeit. Die Breklumer Hefte der ev.-luth. Bekenntnisgemeinschaft in Schleswig-Holstein in den Jahren 1935 bis 1941. Quellen zur Geschichte des Kirchenkampfes in Schleswig-Holstein. Zusammengestellt und bearbeitet von Peter Godzik, Husum: Matthiesen Verlag 2018, ISBN 978-3-7868-5308-4, S. 67–83.
- 1935: Wilhelm Florin: Rosenbergs Mythus und evangelischer Glaube. Volksmissions-Ausgabe, Gütersloh: C. Bertelsmann o. J.
- 1935: Walter Künneth: Antwort auf den Mythus. Die Entscheidung zwischen dem nordischen Mythus und dem biblischen Christus, Berlin: Wichern 1935.
- 1935: Rudolf Homann: Der Mythos und das Evangelium. Die evangelische Kirche in Abwehr und Angriff gegenüber dem „Mythus des 20. Jahrhunderts“ von Alfred Rosenberg, Witten: Westdeutscher Lutherverlag 1935.
- 1935: Albrecht Oepke: Der Mythus. Rosenbergbetrachtungen. Deichert, Leipzig 1935, DNB 575294418; 2., durchgesehene Auflage, Zürich 1937, DNB 575294426 (Kritisch-analytische Studie).
- 1972: Robert Cecil: The Myth of the Master Race. Alfred Rosenberg and Nazi Ideology Batsford, London 1972 ISBN 0-7134-1121-X (englisch).
- 1997: Thomas Mathieu: Kunstauffassungen und Kulturpolitik im Nationalsozialismus. Studien zu Adolf Hitler, Joseph Goebbels, Alfred Rosenberg, Baldur von Schirach, Heinrich Himmler, Albert Speer und Wilhelm Frick, Pfau, Saarbrücken 1997, S. 164–243, ISBN 3-930735-67-9 (Dissertation Universität Kiel 1997; Anmerkung: Wurzeln der Herausbildung des Buches aus dem frühen politischen Kunstverständnis von Rosenberg).
- 1998: Claus-Ekkehard Bärsch: Die politische Religion des Nationalsozialismus. Fink, München 1998; 2., vollständig überarbeitete Auflage, Fink, München 2002, ISBN 3-7705-3172-8 (Umfangreiche Analyse).

Assajos sobre El mite del segle XX
- 1997: Claus-Ekkehard Bärsch: Alfred Rosenbergs „Mythus des 20. Jahrhunderts“ als politische Religion. In: Hans Maier, Michael Schäfer (Hrsg.): „Totalitarismus“ und politische Religionen. Konzepte des Diktaturvergleichs (= Politik- und kommunikationswissenschaftliche Veröffentlichungen der Görres-Gesellschaft 17). Band 2. Schöningh, Paderborn u. a. 1997, ISBN 3-506-76826-3, S. 227–248 1999, Heft 4), ISSN 0044-2828.
- 2015: Clemens Bogedain: „Mein Kampf“, der „Mythus des 20. Jahrhunderts“ und die „Goebbels-Tagebücher“: Werke früherer NS-Größen im Spannungsfeld von Strafrecht, Urheberrecht und künftiger Gemeinfreiheit. In: Zeitschrift für Urheber- und Medienrecht (ZUM) 2015, S. 206–211.